# 道の駅サンライズひがし
道の駅サンライズひがし（みちのえき サンライズひがし）は、沖縄県国頭郡東村にある沖縄県道70号国頭東線の道の駅である。

## 概要
東村特産品加工直売所「サンライズひがし」として運営していたが、2020年3月13日に道の駅に登録された。

## 施設
- 駐車場
  - 普通車：39台
  - 大型車：4台
- トイレ
- 公園
- 直売所（9:00 - 18:00）
- レストラン（11:00 - 17:00、休業日：毎週火曜日）
- 無線LAN

## 休館日
- なし（レストランは毎週火曜日）

## アクセス
- 沖縄県道70号国頭東線 - 登録路線
- 東村コミュニティバス平良・源河線、高江・大宜味線「平良」バス停下車

## 周辺
- 東村村営体育館
- 東村役場